# 미국 법무부
미국 법무부(美國法務部, 영어: Department of Justice, DOJ)는 미국 연방 정부의 법무 행정 기관이다. 수장은 미국 법무장관이며, 미국 대통령이 미국 상원의 인사청문회에서 조언과 동의를 통해 임명한다. 미국 내각의 구성원이다.

## 역사
1789년 법원조직법(Judiciary Act of 1789)으로 임명한 미국 법무장관(U.S. Attorney General)은 1인만으로 구성한 파트타임 직위였다. 미국 연방 정부의(U.S.) 최고위직 변호사(Attorney General)라는 의미이다. 미국 대통령과 미국 의회에 법률자문을 하였다. 1819년 미국 의회에 대한 법률자문은 중단되었다.
미국 의회는 1830년과 1846년에 미국 법무장관을 풀타임 직위로 만들려는 시도가 있었으나 실패했다.
1868년 윌리엄 로런스 미국 하원 법사위원장은 미국 법무장관이 수장인 법무부 창설을 시도했으나, 실패했다. 1870년 2월 25일 토마스 젱크스 하원의원이 제안한 2차 법률안이 미국 상원과 미국 하원을 통과했다. 1870년 6월 22일 율리시스 S. 그랜트 대통령이 법률안에 서명해 법률로 확정했다. 1870년 7월 1일 미국 연방 법무부가 개설되었다.

## 조직

### 장차관 사무실
한국은 법무장관만 국회 인사청문회의 동의를 거쳐 대통령이 임명하지만, 미국 법무부는 서열 4위까지 미국 상원의 조언과 동의를 거쳐, 대통령이 임명한다.
- 미국 법무장관(Attorney General) 사무실
- 미국 법무부 부장관(Deputy Attorney General) 사무실
- 미국 법무부 법무차관(Associate Attorney General) 사무실
- 미국 법무부 송무차관(Solicitor General) 사무실

### 부서
- 반독점부(Antitrust Division) 1933년 창설
- 민사부(Civil Division) 1933년 창설
- 인권부(Civil Rights Division) 1957년 창설
- 형사부(Criminal Division) 1919년 창설
- 천연자원부(Environment and Natural Resources Division) 1909년 창설
- 사법행정부(Justice Management Division) 1945년 창설
- 국가안보부(National Security Division) 2007년 창설
- 세무부(Tax Division) 1933년 창설
- 전쟁부(War Division) 1942년 창설, 1945년 폐지

### 산하 기관
- 연방수사국 (FBI):주로 주단위 사건에 관한 범죄 관련 업무, 혹은 중대한 사건을 맡는다.
- 마약단속국(DEA):마약 감시/통제 전담기관이다.

### 폐지된 기관
- 미국 이민국 (INS): 미국 국토안보부로 이관

## 사건

### 대한민국과의 사건
- 2007년 9월, 한국에서 MS의 끼워팔기에 대한 경쟁규제기관의 제재가 과도한 처벌이였다고 주장했다.
- 2007년 8월, 대한항공의 화물기 운임 단합사건에 3억달러를 벌금으로 부과했다.

## 같이 보기
- 미국의 사형제
- 정의
- 처벌